# Bestwishes
Bestwishes je kompilace od finské kapely Nightwish.

## Seznam skladeb
1. „Stargazers“ - 4:27
2. „The Kinslayer“ - 3:58
3. „She Is My Sin“ - 4:45
4. „Ever Dream“ - 4:43
5. „Come Cover Me“ - 4:35
6. „Know Why The Nightingale Sings“ - 4:13
7. „Bless the Child“ - 6:12
8. „End Of All Hope“ - 3:54
9. „The Riddler“ - 5:15
10. „Sleepwalker (Original)“ - 2:56
11. „Crownless“ - 4:26
12. „Sacrament of Wilderness“ - 4:09
13. „Walking in the Air“ - 5:28
14. „Beauty And The Beast“ - 6:23
15. „Wishmaster“ - 4:23
16. „Over The Hills And Far Away“ - 5:00
17. „Sleeping Sun“ - 4:02